# Julius von Schleinitz
Pour les articles homonymes, voir Schleinitz.
Julius Karl Leopold baron von Schleinitz (né le 22 juillet 1806 à Blankenburg, principauté de Blankenburg (de) et mort le 24 décembre 1865 à Trèves) est un fonctionnaire et homme politique prussien.

## Biographie
Il est issu d'une ancienne famille noble (de) meissnienne qui est déjà élevé au rang de baron impérial au XVIe siècle et est le second fils du président du district de Blankenburg et plus tard ministre ducal de Brunswick Wilhelm Karl Ferdinand von Schleinitz (de) (1756-1837)  et Barbara von Hochstetter (1768-1819). Il est le frère du ministre d'État ducal de Brunswick Wilhelm von Schleinitz (de) (1794-1856) et du ministre d'État prussien Alexander von Schleinitz (1807-1885).
Schleinitz étudie le droit et entra dans la justice prussienne en 1828 comme auscultateur au tribunal de la ville de Berlin. Le service préparatoire habituel suit avant qu'il ne devienne évaluateur au tribunal de chambre en 1833. En 1835, Schleinitz entre dans le service administratif. En 1839, Schleinitz devient conseiller de gouvernement à Marienwerder et, en 1841, conseiller juridique du gouvernement de Mersebourg. En 1844, il passe au ministère de l'Intérieur et est nommé conseiller d'État secret en 1846. Au début de la révolution de mars 1848, il participe activement à la fuite du prince Guillaume à l'étranger.
En 1850, il est nommé président du district de Bromberg et en 1864 de Trèves.
Schleinitz est également député de l'Assemblée nationale prussienne en 1848. Entre 1849 et 1851, il est député de la première chambre du Parlement de l'État prussien et de 1856 à 1862, de la Chambre des représentants.

## Famille
Schleinitz se marie le 17 avril 1838 à Brunswick avec Jenny baronne von Schwedthoff (née le 25 mai 1802 à Brunswick et morte le 10 mars 1888), fille adoptive du général d'infanterie royal prussien Otto August Rühle von Lilienstern. Le couple a plusieurs enfants dont :
- Otto Julius Wilhelm (né le 26 avril 1839 et mort en 1916), historien de l'art marié en 1872 avec Klara Loth devient veuve Fischer (née le 9 novembre 1834)
- Alexandra (née le 5 septembre 1842 et morte le 14 février 1901), écrivain[7],[8]
- Adèle (née le 21 janvier 1845)